# FCM 50t
FCM 50t — проект французского среднего танка, разработанный фирмой Forges et chantiers de la Méditerranée в 1945 году. Проект остался на бумаге, прототип построен не был.

## История создания
После окончания Второй мировой войны французская армия остро нуждалась в современном танке с тяжелым вооружением для обновления танкового парка, преимущественно состоявшего из американских машин. 
С 1944 года на вооружении французской армии стояли немецкий средний танк Пантера и находился на стадии разработки французский переходной танк ARL 44. 
В марте 1945 года французской промышленности было предложено разработать более современный танк. Результатом работ стал AMX 50. В декабре 1945 года фирма Forges et chantiers de la Méditerranée (FCM) разработала танк FCM 50t как прямой конкурент танку от AMX, однако аванпроект был отклонён ещё на стадии проектирования. 

## Описание конструкции
Башня FCM 50t напоминала башню Тигра II. 
Конструкция ходовой части состояла из одинарных и двойных роликов диаметром 80 см, дополненных возвратными роликами. Подвеска олео-пневматическая. Ведущие звездочки располагались сзади. Гусеницы шириной 65 см аналогичны гусеницам Char B1 и ARL 44. 
На танк предполагалось установить 90-мм пушку SA45 в классической башне производства DEFA.  
Танк должен был преодолевать брод до 1,0 м. Для глубоководных переходов (до 4 — 5 метров) на моторной палубе закреплялась накладка с трубкой. Прицеп-цистерна на 2 000 литров давала возможность удвоить запас хода танка. 
Конструкция танка с дорожным просветом в 0,50 м и ходовой частью, состоящей из отдельных и независимых элементов, пассивно способствовала противоминной защите. Активная противоминная защита, состоящая из вспомогательных роликов, которые могли быть установлены в передней части танка, позволяет подрывать мины при проезде танка.

## В игровой индустрии
FCM 50t представлен тяжёлым премиум танком 8 уровня в ММО игре World of Tanks. Средним премиум танком 8 уровня в игре World of Tanks Blitz.